# Justin Edinburgh
Justin Charles Edinburgh (Basildon, 18 dicembre 1969 – Londra, 8 giugno 2019) è stato un allenatore di calcio e calciatore inglese, di ruolo difensore.

## Carriera
Di ruolo difensore, cresce calcisticamente nel Southend United. Nel 1990 passa al Tottenham; con gli Spurs Edinburgh colleziona 213 presenze in Premier League, condite da una  FA Cup (1990-1991), un Charity Shield (1991) e una League Cup (1998-1999). Nel 2000 si trasferisce al Portsmouth, per poi chiudere la carriera nel Billericay Town in qualità di allenatore-giocatore.
Intraprenderà in seguito la carriera di allenatore. Dopo aver guidato il Leyton Orient alla promozione in Football League, il 3 Giugno 2019 viene colpito da un infarto che si rivelerà fatale. Morirà dopo cinque giorni di agonia non ancora cinquantenne.

## Palmarès

### Giocatore

#### Competizioni nazionali
- Coppa d'Inghilterra: 1

Tottenham: 1990-1991
- Coppa di Lega inglese: 1

Tottenham: 1998-1999
- Charity Shield: 1

Tottenham: 1991

### Allenatore

#### Competizioni nazionali
- National League: 1

Leyton Orient: 2018-2019